# Leiva (Nariño)
Leiva é um município da Colômbia, localizado no departamento de Nariño.